# Božidar Stanišić
Božidar Stanišić, ps. Cikota (cyr. Божидар Станишић; ur. 21 października 1938 w Hercegu Novim, zm. 3 stycznia 2014 tamże) – czarnogórski waterpolista, reprezentujący Jugosławię.

## Lata młodości
Pływanie i piłkę wodną zaczął uprawiać w 1951 w Jadranie Herceg Novi.

## Kariera klubowa
W 1954 został włączony do pierwszego zespołu Jadrana, z którym zdobył mistrzostwo kraju w 1958 i 1959 oraz puchar kraju w 1959, a także został królem strzelców ligi w latach 1963, 1965 i 1966. Grał w tym klubie przez 17 lat i zdobył 191 goli w 219 meczach, a następnie przeszedł do Mladosti Bijela. Z 269 golami ligowymi znajduje się na 33. miejscu listy najlepszych strzelców ligi jugosłowiańskiej wszech czasów.

## Kariera reprezentacyjna
W 1956 zadebiutował w reprezentacji Jugosławii. Wraz z kadrą został wicemistrzem Europy w 1958, zajął 4. miejsce na igrzyskach olimpijskich w 1960 i zdobył srebro olimpijskie w 1964. Łącznie w reprezentacji rozegrał 99 meczów. Jako jedyny w historii czterokrotnie został sportowcem roku w Czarnogórze (1959, 1961, 1963, 1965). Trzykrotnie zajmował też drugie miejsce, dwukrotnie trzecie i raz czwarte w głosowaniu na najlepszego sportowca roku w Czarnogórze.

## Losy po zakończeniu kariery
Po zakończeniu kariery pracował jako trener piłki wodnej oraz prawnik. W 2000 został uznany najlepszym sportowcem Herceg Novi XX wieku, a w 2012 został honorowym członkiem klubu Jadran. Zmarł 3 stycznia 2014, a pochowany został dwa dni później.